# Melignomon zenkeri
Melignomon zenkeri е вид птица от семейство Indicatoridae.

## Разпространение
Видът е разпространен в Габон, Екваториална Гвинея, Камерун, Република Конго, Демократична република Конго, Уганда и Централноафриканската република.